# Vladimir Silberg
Vladimir Silberg war ein estnischer Fußballspieler.

## Karriere
Vladimir Silberg spielte in seiner Vereinskarriere, von 1927 bis 1929 beim SK Tallinna Sport. In den Jahren 1927 und 1929 wurde er mit dem Verein Estnischer Meister. 
Im September 1927 debütierte Silberg in der Estnischen Nationalmannschaft gegen Lettland in Riga. Ein Jahr später absolvierte er ein weiteres Länderspiel an gleicher Stelle gegen eine lettische Auswahl.
Mit der Estnischen Mannschaft spielte Silberg während des Baltic Cup 1929 der in Lettland stattfand in beiden Partien. Nach einem 5:2-Sieg über Litauen folgte ein 2:2-Unentschieden gegen Lettland. Am Ende der zweiten Austragung des Turniers stand der erste Sieg für Estland fest.
Für Estlands Fußballnationalmannschaft kam Vladimir Silberg auf insgesamt 6 Länderspiele, bei denen er kein Tor erzielte. Von den sechs Einsätzen absolvierte er vier gegen Lettland und jeweils eins gegen Litauen und Finnland.

## Erfolge
mit dem SK Tallinna Sport:
- Estnischer Meister: 1927, 1929

mit Estland:
- Baltic Cup: 1929